# Pedrajas de San Esteban
Pedrajas de San Esteban is een gemeente in de Spaanse provincie Valladolid in de regio Castilië en León met een oppervlakte van 30,72 km². Pedrajas de San Esteban telt 3.337 inwoners (1 januari 2016).